# 大西洋平 (シンガーソングライター)
大西 洋平（おおにし ようへい、1983年12月22日 - ） は日本の歌手、ミラクルチンパンジー（Miracle chimpanzee）のVo、シンガーソングライター、作詞家、作曲家、編曲家、俳優。東京都・港区虎ノ門出身。
東洋英和幼稚園・成城中学校・高等学校卒業、青山学院大学経済学部中退。双子の弟。身長173.5センチ、58.5キロ。血液型O型。
建築家・丹下健三の従姪孫にあたる

## 略歴
シンガーソングライターとして、シングル1枚、アルバム2枚を発表。
2010年6月25日 赤坂BLITZワンマンライブのチケットを路上ライブのみでSOLD OUT（1500枚）2013年5月29日にも赤坂BLITZでワンマンライブをしている。後にバンドミラクルチンパンジーを結成。
2014年、CR真・花の慶次のテーマソングオーディションから抜擢され、参加。同年、『烈車戦隊トッキュウジャー』の挿入歌でスーパー戦隊シリーズに初参加。出演者によるキャラクターソングの歌唱指導も担当した。
2015年、『手裏剣戦隊ニンニンジャー』オープニング主題歌「さぁ行け! ニンニンジャー!」を担当。プレミア発表会のバトンタッチイベントのため参加していた『トッキュウジャー』の出演者らは、大西が担当することに驚いていたという。以後、戦隊関連の楽曲に関わるようになる。
2022年、自身がボーカルを務めるミラクルチンパンジーがTVアニメ『佐々木と宮野』のOP主題歌でメジャーデビュー。

## ディスコグラフィ

### シングル
- きっともっと特別な/8月16日、彼は明日の朝バイト（2008年） - 開運!なんでも鑑定団エンディングテーマ（きっともっと特別な）[4]
- さぁ行け!ニンニンジャー!／なんじゃモンじゃ!ニンジャ祭り!（2015年3月18日） - オリコンウィークリーチャート最高16位
- 動物戦隊ジュウオウジャー 主題歌レッツ! ジュウオウダンス（2016年3月7日） - オリコンウィークリーチャート最高17位
- 魔進戦隊キラメイジャー主題歌（2020年4月8日） - オリコンウィークリーチャート最高10位
- 名前をつけてくれた（2022年11月19日）
- 17歳（2023年4月16日） - 林家希林とかしめ・洋平の今夜は話さナイト オープニングテーマ
- 火花（2023年8月2日） - 林家希林とかしめ・洋平の今夜は話さナイト エンディングテーマ
- 新戦（2024年9月17日） - 三國志 真戦 リニューアル記念曲

### アルバム
- スタジオライブ（2010年）[5]
- 僕らが最後に少年だった夏（2012年）[6]

### コンピレーション・アルバム収録曲
烈車戦隊トッキュウジャー
2014年7月9日『ミニアルバム 烈車戦隊トッキュウジャー(2) 』、『烈車戦隊トッキュウジャー全曲集 RAINBOW RUSH』 - 雨のちレインボー（歌唱）
2014年8月13日『烈車戦隊トッキュウジャー キャラクターソングス レインボーライン』 - Green Anchor（コーラス）
『花の慶次』シリーズ
2015年1月28日『「CR真・花の慶次」空へ』 - 花よ咲き誇れ（歌唱）
2017年12月20日『CR花の慶次 10周年記念アルバム』 - 漢の喧嘩 美しく（作詞・歌唱）　宴-祝魂歌-（歌唱）
2020年2月26日『P花の慶次〜蓮〜』 - 虎の咆哮（作詞・歌唱）
2022年2月15日『P真・花の慶次3』 - 傾奇者燦歌（作詞・歌唱）
2023年7月14日『e花の慶次～裂 一刀両断』 - 煌-KOH-（作詞・歌唱）
2024年8月22日『花の慶次～傾奇一転』 - 傾奇者輪舞（作詞・歌唱）
手裏剣戦隊ニンニンジャー
2015年4月29日『ミニアルバム 手裏剣戦隊ニンニンジャー(1) 』 - ギンギラニン! ニンニンジャー
2015年9月30日『手裏剣戦隊ニンニンジャー キャラクターアルバム アッパレ! 歌とニンニントークの巻』 - Shooting Star（作詞・コーラス）,Take it easy（作詞・作曲・コーラス）,License A Go Go!（コーラス）
動物戦隊ジュウオウジャー
2016年4月27日『ミニアルバム 動物戦隊ジュウオウジャー(1) 』 - 覚醒! ジュウオウジャー!（作詞・作曲・歌唱）
2017年2月22日『動物戦隊ジュウオウジャー 全曲集』 - 忍ぶどころか 本能覚醒!（作詞・作曲・歌唱）
進撃！巨人中学校『進撃の巨人』シリーズー
2015年12月16日  『跪け 豚共が』リヴァイ（CV神谷浩史） - コーラス
スーパーストリートファイターIV
2016年4月11日『スーパーストリートファイターIV オリジナルサウンドトラック』 - Blaze World（歌唱）
快盗戦隊ルパンレンジャーVS警察戦隊パトレンジャー
2018年8月29日『快盗戦隊ルパンレンジャーVS警察戦隊パトレンジャーVSソングコレクション』 - 哀愁のコレクション（歌唱）
2018年12月26日『快盗戦隊ルパンレンジャー VS 警察戦隊パトレンジャー VS キャラクターソングアルバム』 - 氷の世界（作詞・作曲・編曲・コーラス）
魔進戦隊キラメイジャー
2020年11月18日『魔進戦隊キラメイジャー3』 - ゴーキラメイジャー （作詞・歌唱）
暴太郎戦隊ドンブラザーズ
2022年5月25日『暴太郎戦隊ドンブラザーズ EP vol.1』 - A Battle World （作詞・作曲・歌唱）

## 楽曲提供
| アーティスト＆番組名 etc                                          | 発売日         | アルバム名                   | 楽曲                                                      | タイアップやオリコン順位など                                                                              |
| ----------------------------------------------------------------- | -------------- | ---------------------------- | --------------------------------------------------------- | --- |
| 悠木碧、内田彩、伊藤美来、村川梨衣、Machico、和気あず未、富田美憂 |                | #コロちゃんフェス            | 夏休みが来るまえに（作詞）                                | 「日本コロムビア110周年記念テーマソング」                                                                 |
| 伊勢大貴                                                          | 2014年9月10日  | 『BE A HERO』                | Bad Trick（作詞）                                         | |
| 内田彩                                                            | 2014年11月12日 | 『アップルミント』           | ドーナツ（作詞）                                          | オリコンウィークリー最高位13位                                                                            |
| 内田彩                                                            | 2015年7月22日  | 『Blooming!』                | 最後の花火（作詞）                                        | オリコンウィークリー最高位9位                                                                             |
| 内田彩                                                            | 2016年2月10日  | 『Bitter Kiss』              | シリアス（作詞）                                          | オリコンウィークリー最高位9位                                                                             |
| 内田彩                                                            | 2020年3月4日   | 『Reverb』                   | Reverb（作詞）                                            | オリコンウィークリー最高位31位 ＜Infinite Dendrogram＞-インフィニット・デンドログラム- エンディングテーマ |
| 村川梨衣                                                          | 2017年1月11日  | 『RiEMUSiC』                 | 恋するパレード（作詞）                                    | オリコンウィークリー最高位17位                                                                            |
| 村川梨衣                                                          | 2017年1月11日  | 『RiEMUSiC』                 | Eternal（作詞）                                           | |
| 村川梨衣                                                          | 2018年2月28日  | 『RiESiNFONiA』              | レクイエム -Requiem-（作詞）                              | オリコンウィークリー最高位20位                                                                            |
| 村川梨衣                                                          | 2018年2月28日  | 『RiESiNFONiA』              | 帰れない場所へ（作詞）                                    | オリコンウィークリー最高位20位                                                                            |
| petit milady                                                      | 2016年7月27日  | 『CALENDAR GIRL』            | 向日葵の坂道（作詞）                                      | |
| petit milady                                                      | 2016年7月27日  | 『CALENDAR GIRL』            | チョコレイトブギウギ（作詞）                              | |
| petit milady                                                      | 2016年7月27日  | 『CALENDAR GIRL』            | 桜のドアを（作詞）                                        | |
| petit milady                                                      | 2017年9月20日  | 『petit miretta』            | 魔法使っちゃった（作詞）                                  | オリコンウィークリー最高12位                                                                              |
| petit milady                                                      | 2017年9月20日  | 『petit miretta』            | アドリブ（作詞）                                          | オリコンウィークリー最高12位                                                                              |
| petit milady                                                      | 2018年12月19日 | 『Howling!!』                | be myself（作詞）                                         | |
| petit milady                                                      | 2018年12月19日 | 『Howling!!』                | 途中までのメロディー（作詞）                              | |
| petit milady                                                      | 2018年12月19日 | 『Howling!!』                | はじまりのうた（作詞）                                    | |
| 山崎エリイ                                                        | 2016年11月16日 | 『全部、君のせいだ。』       | 全部キミのせいだ（作詞）                                  | |
| 山崎エリイ                                                        | 2018年11月21日 | 『夜明けのシンデレラ』       | シンデレラの朝（作詞）                                    | |
| Machico                                                           | 2016年7月27日  | 『Ambitious*』               | thread a needle（作詞）                                   | 限界凸起 モエロクリスタルOP                                                                               |
| Machico                                                           | 2016年7月27日  | 『Ambitious*』               | Break the ice（作詞）                                     | 限界凸旗 セブンパイレーツOP                                                                               |
| Machico                                                           | 2016年7月27日  | 『Ambitious*』               | 一緒に帰ろう（作詞）                                      | 限界凸起 モエロクリスタルED                                                                               |
| Pyxis                                                             | 2016年8月24日  | 『First Love 注意報！』      | Shiny day（作詞）                                         | |
| Pyxis                                                             | 2016年8月24日  | 『First Love 注意報！』      | 13番（作詞）                                              | |
| Pyxis                                                             | 2017年12月20日 | 『Pop-up Dream』             | 初めて塾をサボった日〜みくと原宿とクレープと〜（作詞）    | |
| 伊藤美来                                                          | 2017年10月11日 | 『水彩 〜aquaveil〜』        | No Color（作詞・作曲）                                    | オリコンウィークリー最高23位                                                                              |
| 伊藤美来                                                          | 2019年7月24日  | 『Pop Skip』                 | 土曜のルール（作詞・作曲）                                | オリコンウィークリー最高12位                                                                              |
| 佐藤拓也                                                          | 2016年4月6日   | 『starry sign』              | Stand by you（作詞）                                      | |
| 佐藤拓也                                                          | 2016年10月5日  | 『HEART』                    | I wish（作詞）                                            | |
| 佐藤拓也                                                          | 2016年10月5日  | 『HEART』                    | 昨日Color（作詞）                                         | |
| 佐藤拓也                                                          | 2017年2月8日   | 『36.8℃』                    | SWEET&BITTER（作詞）                                      | |
| 佐藤拓也                                                          | 2017年7月5日   | 『DAY & NIGHT』              | 酔闇アゲハ （作詞）                                       | |
| 佐藤拓也                                                          | 2017年7月5日   | 『DAY & NIGHT』              | distance（作詞）                                          | |
| 佐藤拓也                                                          | 2017年11月8日  | 『モノローグ』               | セピア（作詞）                                            | |
| 諏訪ななか                                                        | 2020年11月4日  | 『Color me PURPLE』          | Lilac（作詞）                                             | |
| 富田美憂                                                          | 2020年11月11日 | 『Broken Sky』（シングル）   | Broken Sky（作詞）                                        | TVアニメ「無能なナナ」OPテーマ                                                                            |
| 和氣あず未                                                        | 2021年2月17日  | 『超革命的恋する日常』       | あなたのいない夢（作詞）                                  | |
| 和氣あず未                                                        | 2021年2月17日  | 『超革命的恋する日常』       | Tuesday（作詞）                                           | |
| 和氣あず未                                                        | 2022年１月26日 | 『あじゅじゅと夜と音楽と』   | 夢よりも早くこの恋が覚めても（作詞）                      | |
| Sissy                                                             | 2015年2月11日  | 『廻ルシティ』               | 廻ルシティ（作詞・作曲。メンバーとの共作）                | |
| 初音                                                              | 2009年7月1日   | 『恋に出逢った夏』           | 恋に出逢った夏（作曲）                                    | 関西テレビ・フジテレビ系『グータンヌーボ』エンディングテーマ                                              |
| 初音                                                              | 2009年9月2日   | 『アカイ糸』                 | アカイ糸（作曲）                                          | BeeTVドラマ『ラブコネクター 〜恋愛工作人〜』                                                              |
| CUBERS                                                            | 2016年2月10日  | 『Bi' Bi' Bi'』              | Bi' Bi' Bi'（作詞・作曲）                                 | |
| CUBERS                                                            | 2016年2月10日  | 『Bi' Bi' Bi'』              | 今さらmiss you（作曲・編曲）                              | |
| CUBERS                                                            | 2016年9月8日   | 『PLAYLIST』                 | Good goodbye（作詞・作曲・編曲）                          | |
| CUBERS                                                            | 2016年9月8日   | 『PLAYLIST』                 | 26.5（作詞・作曲・編曲）                                  | |
| CUBERS                                                            | 2017年4月19日  | 『シアン』                   | 神様は忙しい（作詞・編曲）                                | |
| CUBERS                                                            | 2017年4月19日  | 『シアン』                   | Tic tac（作詞）                                           | |
| CUBERS                                                            | 2017年4月19日  | 『シアン』                   | today（編曲）                                             | |
| CUBERS                                                            | 2017年4月19日  | 『マゼンタ』                 | PINK（作詞・作曲）                                        | |
| CUBERS                                                            | 2017年4月19日  | 『マゼンタ』                 | いつか忘れられるさ（作曲＆コーラス）                      | |
| CUBERS                                                            | 2018年4月18日  | 『それじゃ、よろしく』       | それじゃ、よろしく（作詞）                                | オリコンウィークリー最高位17位 ゲーム「干支かれ～十二支に猫が漏れた理由」主題歌                           |
| CUBERS                                                            | 2018年4月18日  | 『それじゃ、よろしく』       | Listen to Miracle（作詞）                                 | 「メイクヒーローDMM VR THEATER Version」主題歌                                                            |
| CUBERS                                                            | 2019年5月8日   | 『メジャーボーイ』           | 手を繋ごう（作詞）                                        | オリコンウィークリー最高位６位                                                                            |
| CUBERS                                                            | 2019年12月25日 | 『Fire Dance』               | ホワイトスノー（作詞・作曲）                              | |
| CUBERS                                                            | 2020年6月24日  | 「MAJOR OF CUBERS」          | Twilight（作詞・作曲）                                    | |
| CUBERS                                                            | 2020年6月24日  | 「MAJOR OF CUBERS」          | Beautiful world（作詞・作曲）                             | |
| CUBERS                                                            | 2020年6月24日  | 「MAJOR OF CUBERS」          | Please call me（作詞・作曲）                              | |
| CUBERS                                                            | 2020年6月24日  | 「MAJOR OF CUBERS」          | Chi-Chi-Chi（作詞・作曲）                                 | |
| 8P                                                                | 2017年6月7日   | ユニットソングCD Vol.1       | You&I 畠中 祐（作詞）                                     | |
| 8P                                                                | 2017年7月5日   | ユニットソングCD Vol.2       | New World 益山武明（作詞）                                | |
| 8P                                                                | 2017年8月9日   | ユニットソングCD Vol.3       | fate 〜危険な香り〜ランズベリーアーサー＆高坂篤志（作詞） | |
| 8P                                                                | 2017年8月9日   | ユニットソングCD Vol.3       | Free ランズベリー・アーサー（作詞）                       | |
| 8P                                                                | 2017年9月6日   | ユニットソングCD Vol.4       | Make up lip 野上 翔（作詞）                               | |
| 8P                                                                | 2018年11月7日  | ミニアルバム「CV」           | 追憶レター 八代拓＆榎木淳弥（作詞）                       | |
| 8P                                                                | 2018年11月7日  | ミニアルバム「CV」           | I still... 畠中 祐＆ランズベリー・アーサー（作詞）        | |
| 8P                                                                | 2018年11月7日  | ミニアルバム「CV」           | 月の下で電話して 野上 翔＆髙坂篤志（作詞）                | |
| 8P                                                                | 2018年11月7日  | ミニアルバム「CV」           | statice 益山武明＆千葉翔也（作詞）                        | |
| 8P                                                                | 2019年1月8日   | itunes 配信                  | Kissing heart 千葉翔也（作詞）                            | |
| 8P                                                                | 2019年6月8日   | 配信                         | ダイヤモンドノオト（作詞）                                | |
| 8P                                                                | 2020年6月24日  | ユニットソングドラマCD Vol.2 | トワイライト・フィロソフィー（作詞）                      | |
| はちみつ。                                                        | 2014年11月5日  | 「うたたね」                 | うたたね（作詞・作曲 作詞はメンバーとの共作）             | |
| キンジ・タキガワ（CV：多和田秀弥）                                | 2015年9月30日  | キャラクターアルバム         | Shooting Star（共作詞）                                   | 「手裏剣戦隊ニンニンジャー」キャラクターソング                                                            |
| 加藤・クラウド・八雲（CV：松本岳）                                | 2015年9月30日  | キャラクターアルバム         | Take it easy（作詞）                                      | 「手裏剣戦隊ニンニンジャー」キャラクターソング                                                            |
| Project.R（高取ヒデアキ、大西洋平）                               | 2017年1月25日  | サウンドトラック             | 忍ぶどころか本能覚醒（作詞・作曲・歌唱）                  | 「劇場版 動物戦隊ジュウオウジャーVSニンニンジャー 未来からのメッセージ from スーパー戦隊」挿入歌          |
| リュウコマンダー/ショウ・ロンポー（神谷浩史）                     | 2017年6月28日  | ミニアルバム（２）           | リュウコマンダー龍の道（作曲）                            | 「宇宙戦隊キュウレンジャー」キャラクターソング                                                            |
| 鎌田章吾（Project.R）                                             | 2017年5月24日  | 主題歌＆BGM集                | 獣電戦隊キョウリュウジャーブレイブ（作曲）                | 「獣電戦隊キョウリュウジャーブレイブ」主題歌                                                              |
| ブレイブキョウリュウレッド（セヨン）                              | 2017年5月24日  | 主題歌＆BGM集                | 다이노포스 브레이브（作曲）                               | 「獣電戦隊キョウリュウジャーブレイブ」主題歌                                                              |
| 夜野魁利（伊藤あさひ）                                            | 2018年12月26日 | キャラクターソングアルバム   | 氷の世界（作詞・作曲・編曲）                              | 「快盗戦隊ルパンレンジャーVS警察戦隊パトレンジャー」キャラクターソング                                    |
| キラメイバンド                                                    | 2020年11月18日 | ミニアルバム（３）           | 勇気を奏でて（作曲・編曲）                                | 「魔進戦隊キラメイジャー」挿入歌                                                                          |
| 押切時雨（水石亜飛夢）                                            | 2020年12月23日 | キャラクターソングアルバム   | Perfect Blue（作詞・作曲）                                | 「魔進戦隊キラメイジャー」キャラクターソング                                                              |
| ゼンカイジュラン／ジュラン（CV：浅沼晋太郎）                      | 2022年2月2日   | キャラクターソングアルバム   | ジュラン☆ソウル（作詞・作曲）                             | 「機界戦隊ゼンカイジャー」キャラクターソング                                                              |

## 出演

### 映画
- 手裏剣戦隊ニンニンジャーVSトッキュウジャー THE MOVIE 忍者・イン・ワンダーランド（2016年1月23日公開） - バンドメンバー 役

### テレビドラマ
- 仮面ライダージオウ（2018年9月2日 - 、テレビ朝日） - ジクウドライバー音声 役[8]
- 魔進戦隊キラメイジャー 第24話（2020年9月20日、テレビ朝日）- 医志團メンバー 役

### CM
- One Buddy

### ラジオ
- 大西洋平の『今日に名前をつけるなら』（2012年11月3日 - 2012年12月29日、FM AICHI）
- アニソンPARTY!（2022年4月3日 - 2023年3月26日、文化放送）
- K-MIX「林家希林とかしめ・洋平の今夜は話さナイト」（K-MIX、2022年4月7日 - ）
- アニメ魂のラジオ アニ魂（2023年2月18日[注 1]、ラジオ沖縄）
- 岸洋祐のイジンデンシン（2023年9月3日、2023年9月10日、文化放送）